# Унилатерализм
Унилатерали́зм — любая доктрина или программа, которая поддерживает односторонние действия. Такие действия могут пренебрегаться другими участниками, или, в знак приверженности направлению, другие участники могут выражать согласие с ними. Унилатерализм является неологизмом (но, несмотря на это, часто используемым) созданным в качестве антонима для мультилатерализма — учение, которое утверждает выгоду от участия столь многих сторон, насколько это возможно.
Оба этих термина имеют отношение к различиям в способах решения международных проблем во внешней политике. Когда абсолютно необходимо согласие между различными сторонами — например, в контексте международной торговой политики — билатериальные соглашения (с участием двух сторон) обычно являются более предпочтительными для сторонников унилатерализма.
Унилатерализм может быть предпочтительным в тех случаях, когда это считается наиболее эффективным, то есть в вопросах, которые могут быть решены без сотрудничества. Тем не менее, государство может также иметь принципиальные предпочтения к унилатерализму или к мультилатерализму, и, например, стараться избегать политики, которая не может быть реализована в унилатеральном порядке или, напротив, отстаивать мультилатеральное решение проблем, которые могли бы хорошо быть решены унилатерально.
Как правило, государства могут утверждать, что их конечные или среднесрочные цели служат укреплению мультилатеральных схем и институтов, как это много раз происходило в период системы Европейского концерта.

## В Великобритании
Великобритания использовала последовательный унилатерализм на рубеже XIX—XX веков; эта политика носила название «блестящей изоляции».
Сегодня в Великобритании термин «унилатерализм» часто используется в специфическом смысле поддержки одностороннего ядерного разоружения.

## Унилатерализм в США
Унилатерализм в США имеет долгую историю. В своём знаменитом и значимом Прощальном Послании Джордж Вашингтон предупредил, что Соединённые Штаты должны «воздерживаться от постоянных союзов с любой частью зарубежного мира». Многие годы спустя, этот подход был назван «изоляционизмом» (его оппонентами), но некоторые историки американской дипломатии долгое время спорили с этим, утверждая, что «изоляционизм» в данном случае неверный термин, а внешняя политика США, начиная с Вашингтона, традиционно руководствовалась унилатерализмом. Среди недавних работ, распространявших эту точку зрения: «Земля обетованная, государство крестоносцев» Уолтера МакДугалла (Walter A. McDougall's Promised Land, Crusader State, 1997), «Внезапность, безопасность и американский опыт» Джона Льюиса Гэддиса (John Lewis Gaddis's Surprise, Security, and the American Experience, 2004) и «Действуя в одиночку» Брэдли Подлиски (Bradley F. Podliska's Acting Alone, 2010).
Дебаты по поводу унилатерализма вышли в последнее время на передний план в связи с войной в Ираке. Хотя более чем 30 стран поддержали политику США, некоторые предыдущие американские союзники, такие как Франция, Германия и Турция, не участвуют в операции. Многие противники войны утверждали, что Соединённые Штаты «в одиночку» вошли в Ирак, без поддержки мультилатеральных организаций, в данном случае — НАТО и Организации Объединённых Наций.
Защитники американского унилатерализма утверждают, что у других стран не должно быть «права вето» в вопросах национальной безопасности США. Кандидат в президенты Джон Керри оказался под сильным политическим давлением, когда во время президентских дебатов сказал, что действия по обеспечению американской безопасности должны проходить «глобальную проверку». Это было истолковано оппонентами Керри как предложение искать одобрения американской внешней политики у других стран. Сторонники американского унилатерализма в своей массе верят, что мультилатеральные организации, такие как ООН, морально ненадёжны, поскольку, по их мнению, эти организации рассматривают недемократические и даже деспотические режимы в равной степени легитимными с демократическими. Защитники унилатерализма также указывают, что унилатеральная политика американского контроля над Японией после Второй Мировой войны была более успешной, чем мультилатеральная политика в послевоенной Германии. Японии понадобилось всего 5 лет для подписания Сан-Францисского мирного договора, в то время как Германия была разделена на Западную и Восточную в течение 45 лет и находилась под контролем США, Франции, Великобритании и СССР до своего воссоединения; впрочем, Япония, в отличие от Германии, не была главной сценой событий на ранних этапах «Холодной войны».
Критики американского унилатерализма предупреждают об этических последствиях участия в вооружённых конфликтах, которые неизбежно привлекают комбатантов из других стран, а также могут подорвать механизмы международной защиты малых народов от агрессоров. Унилатерализм, как утверждается, можно считать не более чем положительно преподносимой интерпретацией таких действий, которыми любое другое государство заработало бы звание агрессора или «страны-изгоя». Противники унилатерализма говорят, что он отвергает неотъемлемые ценности современной глобальной политики и, скорее всего, недооценивает степень, в которой конфликт с одной страной может повлиять на гражданское население в других.
Сторонники мультилатерализма считают, что этот подход даст их стране больше ресурсов, как военных, так и экономических, и поможет покрывать военные издержки. Однако распределение ответственности неизбежно ведёт к разделению полномочий, а это (по крайней мере, в теории) приводит уже к более медленному военному реагированию и необходимости считаться с тем, что войска подчиняются командованию других стран. Мультилатералисты заявляют, что совместные действия укрепляют связи между странами и народами, представляют США в более ответственном и уважаемом виде и снижают риск внезапных конфликтов, увеличивая размер и единство сил, с которым будут вынуждены столкнуться «страны-изгои».